# Pfarrkirche Klagenfurt-St. Josef-Siebenhügel

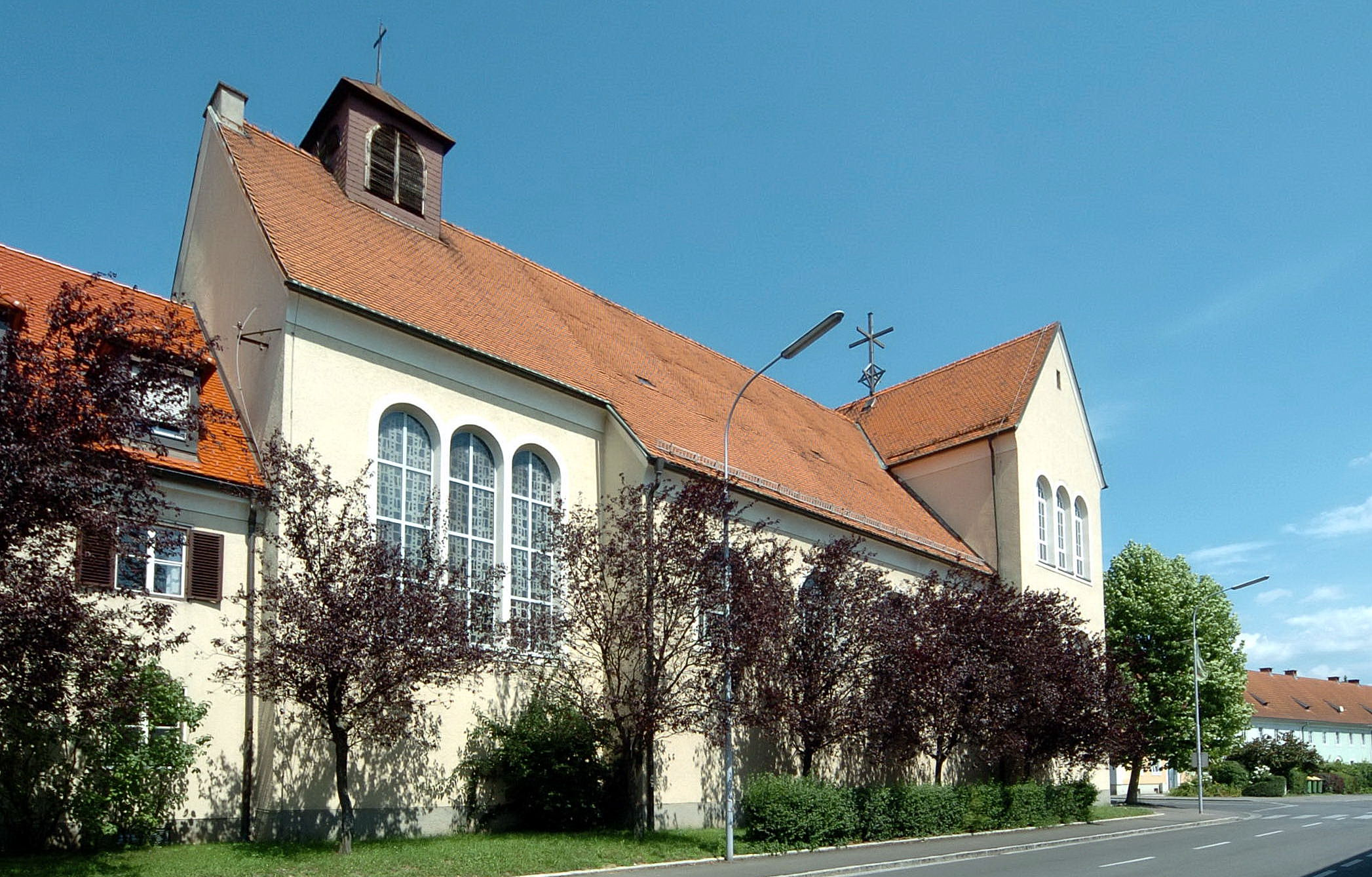
Katholische Pfarrkirche hl. Josef in Waidmannsdorf

Die Pfarrkirche Klagenfurt-St. Josef-Siebenhügel steht an der Siebenhügelstraße in der Siedlung Waidmannsdorf im Stadtbezirk St. Martin der Stadtgemeinde Klagenfurt am Wörthersee in Kärnten. Die auf den heiligen Josef von Nazaret geweihte römisch-katholische Pfarrkirche gehört zum Dekanat Klagenfurt-Stadt in der Diözese Gurk-Klagenfurt. Die Kirche steht unter Denkmalschutz (Listeneintrag).

## Geschichte
Der Ort Waidmannsdorf als sogenannter Siebenhügel wurde 1151 urkundlich genannt. 1933 wurde mit den Salesianer Don Boscos einer Notkirche eingerichtet. 1951 erfolgte nach den Plänen des Architekten Walter G. Mayr der Neubau einer Kirche. 1952 wurde die Kirche als Filiale der Pfarrkirche Klagenfurt-St. Martin geweiht. 1959 wurde die Filialkirche zur Pfarrkirche erhoben. 1986 wurde die Kirche außen restauriert.

## Architektur
Der nach Westen orientierte Kirchenbau ohne Turm ist westlich baulich mit dem Pfarrhof verbunden.
Der querschiffartige hohe Vorbau am Langhaus hat eine offene Arkadenhalle. Der Chor hat einen geraden Schluss. Die Kirche hat Rundbogenfenster, am Chor Drillingsfenster.
Das Kircheninnere zeigt im Langhaus eine Trambalkendecke und im Chor eine Kassettendecke. Die Musikempore ist gemauert. Die Glasmalerei zum Thema Vaterunser schuf Max Spielmann 1961/1962. Die Wandrelief schuf Josef Staud aus Tirol, im Chor monumental mit Stuck Christus das Brot brechend, an der Triumphbogenwand links hl. Maria mit den hll. Don Bosco, Dominikus Savio und Hemma von Gurk mit Maria Goretti, an der Triumphbogenwand rechts hl. Josef mit arbeitenden Menschen und Familie.

## Ausstattung
Josef Staud schuf auch die Kreuzwegstationen aus gebranntem Ton an der Südwand des Langhauses, das Steinrelief am Volksaltar mit alttestamentlichen Opferszenen, das Filigrankreuz über dem Tabernakel. Die Emailarbeit am Tabernakel schuf der Goldschmied Josef Kölblinger. Die steinerne Pietà unter der Empore schuf der Bildhauer Karl Rippl 1960. Das Fastentuch schuf der Maler Karl Bauer 1961.